# Enfield (Connecticut)
Enfield è un comune di 45.441 abitanti degli Stati Uniti d'America, situato nella Contea di Hartford nello Stato del Connecticut.